# Матильда Олів'є
Матильда Олів'є (фр. Mathilde Ollivier) — французька акторка, продюсерка і модель. Вона відома своєю роллю у фільмі «Оверлорд».

## Раннє життя
Вона народилася і виросла на Монпарнасі в Парижі. Вона вивчала драму та танці в Паризькій консерваторії та на Курі Симона, перш ніж вступити до Паризької міжнародної академії танцю.

## Кар'єра

### Моделінг
Її модельна кар'єра включала появу в березневому випуску Vogue 2016 року, жовтневому випуску Purple 2016 року та випуску Twin у квітні 2017 року.

### Акторство
На французькій сцені Олів'є з'явився в постановках «Небезпечних зв'язків» і «Містінгет». Вона з'явився в ролі Хлої, громадянки Франції, яка опинилася в окупованому нацистами селі, зруйнованому війною, коли американські війська прибувають із завданням у фільмі жахів Дж. Джей Абрамса «Оверлорд» 2018 року. У 2019 році вона зняла фільм «Boss Level: Врятувати колишню» з Мелом Гібсоном і Наомі Воттс. Її взяли на роль у серіалі «Сестра нареченого» з Алісією Сільверстоун, де Сільверстоун намагається перешкодити Олів'є одружитися з її братом.
У 2018 році Олів'є спродюсував документальний фільм " Праведні жінки " про тяжке становище жінок у Буркіна-Фасо, поневолених і змушених вийти заміж.

## Фільмографія

### Фільми
| Рік  | Назва                              | Роль     | Примітки                 |
| ---- | ---------------------------------- | -------- | ------------------------ |
| 2016 | Дорога додому                      | її       | Короткий фільм           |
| 2016 | Нещастя Франсуа Джейна             | Шарлотта |                          |
| 2017 | La Sainte Famille                  | Клер     |                          |
| 2018 | Вертикальні жінки                  | -        | Продюсер; документальний |
| 2018 | Оверлорд                           | Хлоя     |                          |
| 2019 | Виклик до шпигунства               | Жизель   |                          |
| 2020 | <i id="mwZw">Сестра нареченого</i> | Клеменс  |                          |
| 2021 | Boss Level: Врятувати колишню      | Габріель |                          |

### Телесеріали
| Рік  | Назва  | Роль           | Примітки      |
| ---- | ------ | -------------- | ------------- |
| 2022 | 1899   | Клеманс        | Головна роль  |
| TBA  | Офлайн | Джоселін Хіггс | Пост-продакшн |